# Gary Sundgren
Kari Juhani "Gary" Sundgren (født 25. oktober 1967 i Vammala, Finland) er en svensk tidligere fodboldspiller (forsvarer), der mellem 1990 og 2002 spillede 30 kampe og scorede ét mål for Sveriges landshold. Han var en del af den svenske trup til EM 2000 i Belgien/Holland, og spillede én af svenskernes tre kampe i turneringen, hvor holdet blev slået ud efter det indledende gruppespil.
På klubplan spillede Sundgren en årrække for AIK i hjemlandet. Her var han med til at vinde det svenske mesterskab i 1992 samt to udgaver af Svenska Cupen. Han var også udlandsprofessionel i Spanien hos Real Zaragoza, som han vandt Copa del Rey med i 2001.

## Titler
Allsvenskan
- 1992 med AIK

Svenska Cupen
- 1996 og 1997 med AIK

Copa del Rey
- 2001 med Real Zaragoza